# 哥伦布宫
哥伦布宫（Alcázar de Colón）是西班牙在美洲建造的第一座设防宫殿。它位于多米尼加共和国圣多明各的殖民城，是这项世界遗产的一部分。它建于1511年至1514年间，主要采用哥特式和文艺复兴风格。
这里是克里斯托弗·哥伦布家族成员在新世界唯一已知的住所， 他的长子迭戈·哥伦布，迭戈的孩子胡安娜、伊莎贝尔、路易斯和克里斯托弗都是出生在这里。1526年，迭戈·哥伦布在西班牙去世，但他的遗孀玛丽亚·阿尔瓦雷斯·德托莱多一直留在这里，直到1549年去世。哥伦布家族的三代人居住在该住宅中，可能一直到16世纪末。
挂毯系列（从15世纪到17世纪）在加勒比海地区尤为重要和独特，其中包括佛兰德的范·登·赫克家族创作的作品，源自夏尔·勒布伦的象形茧。哥伦布宫是圣多明各参观人数最多的博物馆。

## 历史
一些最著名的西班牙人征服者如埃尔南·科尔特斯和佩德罗·德·阿尔瓦拉多都参观过这座宫殿。在西班牙殖民早期，这座宫殿在历史上占有非常重要的地位。正是从这里计划了许多征服和探索的探险。1586年，英国海盗爵士弗朗西斯·德雷克及其部队占领并抢劫了这座宫殿，带走了许多贵重物品。
随着圣多明各的影响力下降，这座房子变成了废墟，到18世纪中叶被遗弃，有腐烂的危险。最初的55个房间，只剩下22间。最终，它被遗弃了，随着时间的推移，宫殿的结构开始遭到严重破坏。到1776年，这座建筑已成废墟，差点要变成一座监狱。 
大约一个世纪后的1870年，它被宣布为国家纪念碑，多米尼加政府最终修复了这座宫殿。1955年至1957年间，该博物馆被抢救并修复，改建为一个有22个房间的博物馆，里面陈列着当时的家具、艺术品和其他配件。自助游可使用多种语言版本的便携式音频扬声器，介绍每个房间的功能。

## 建筑

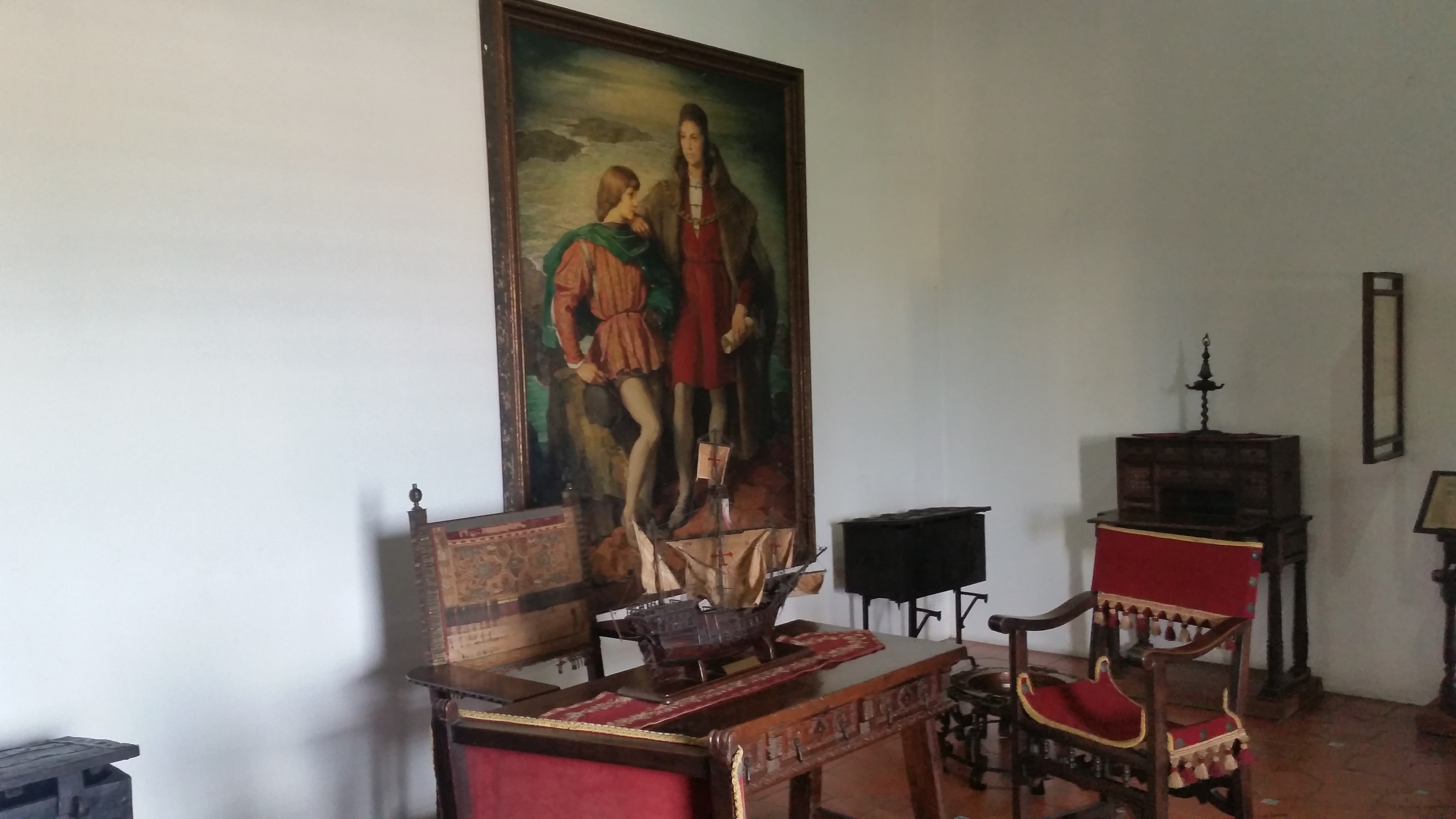
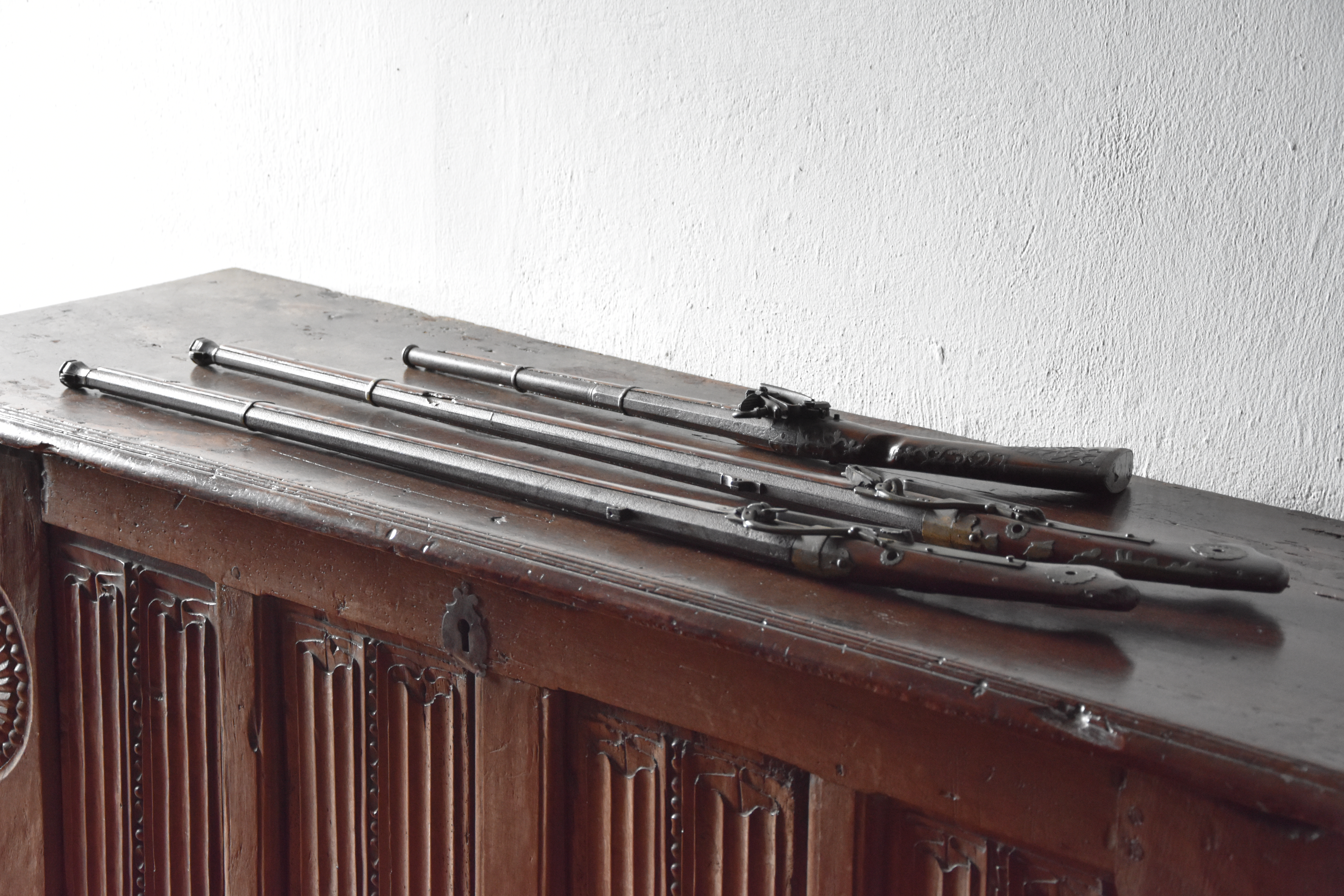
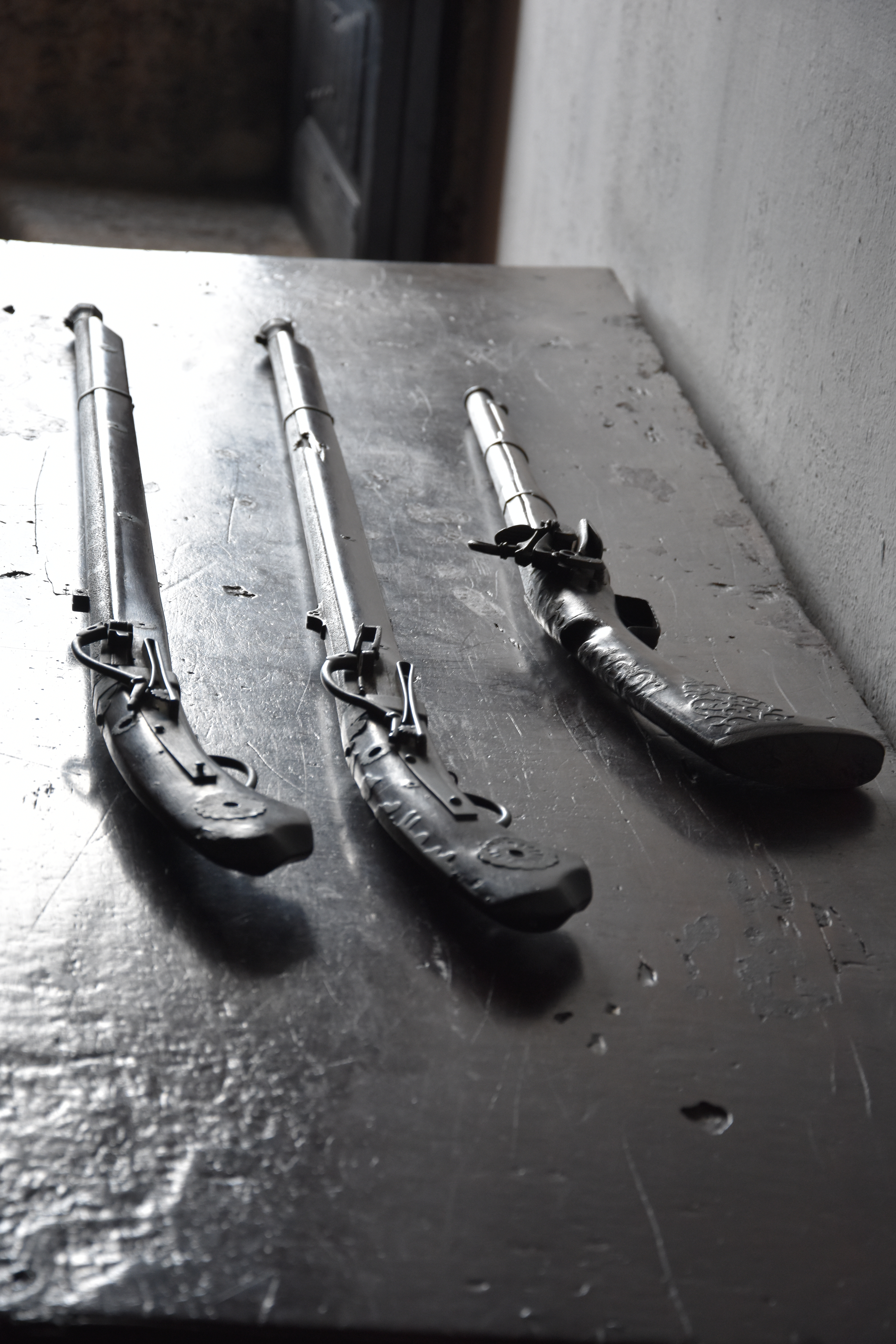
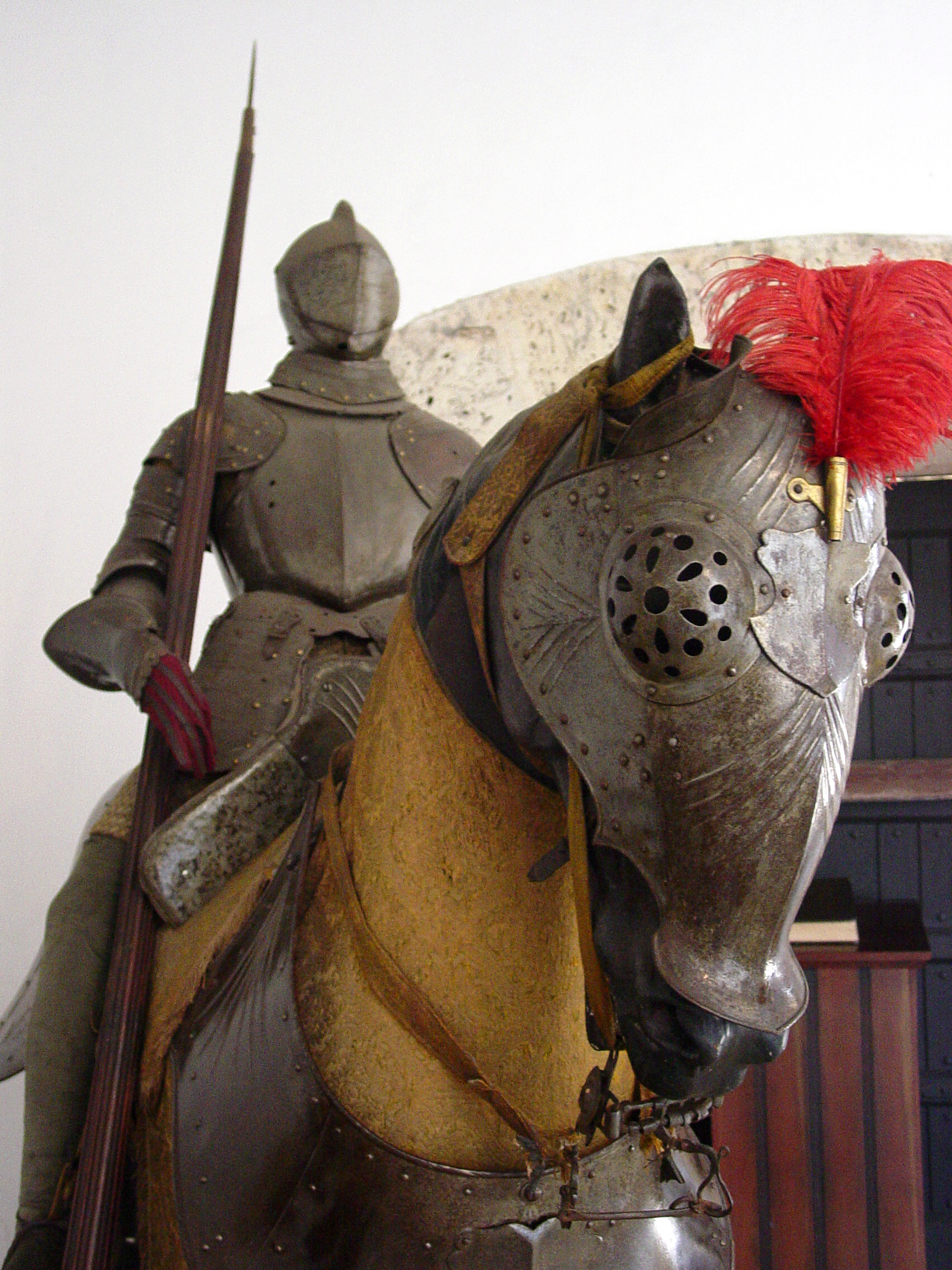
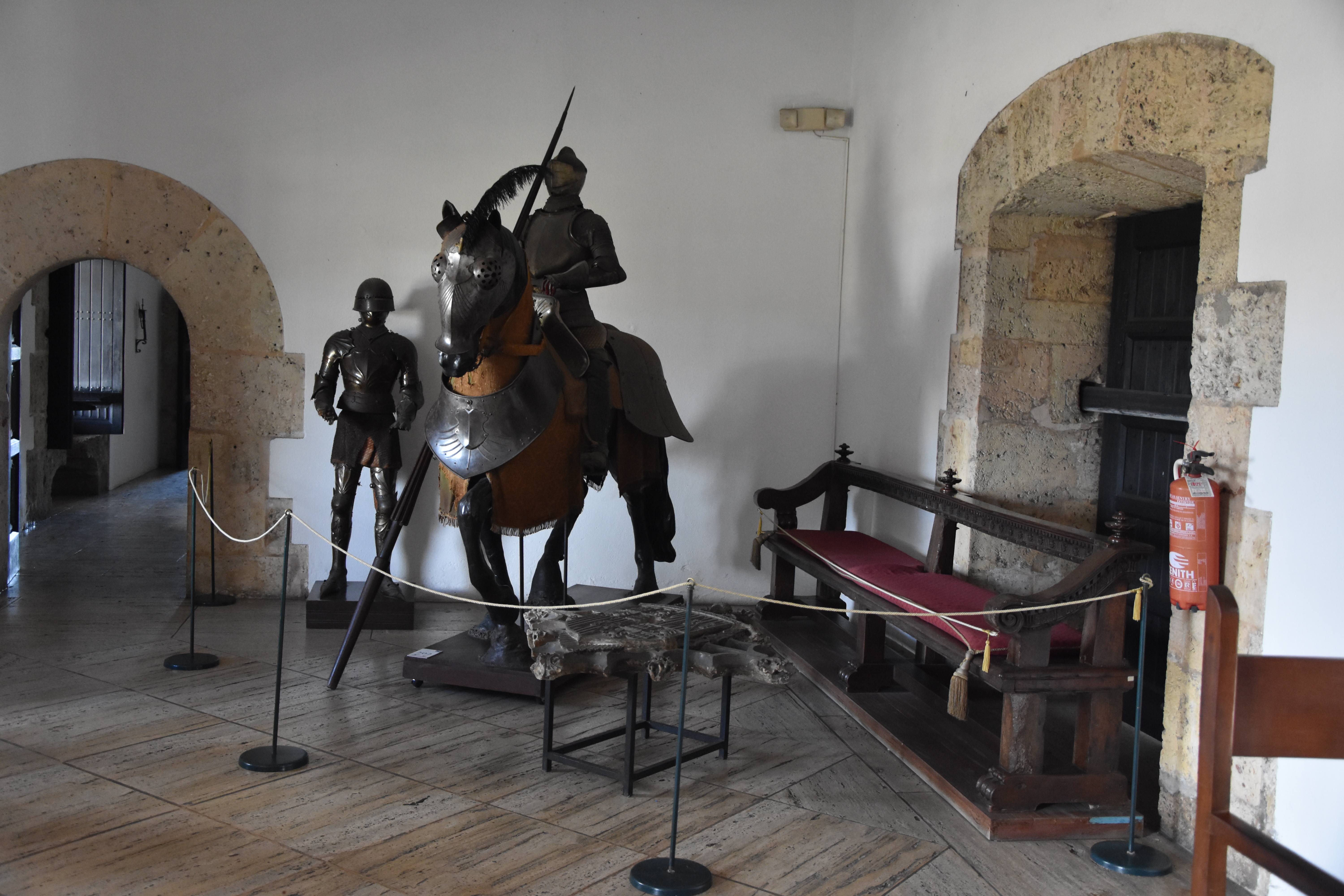
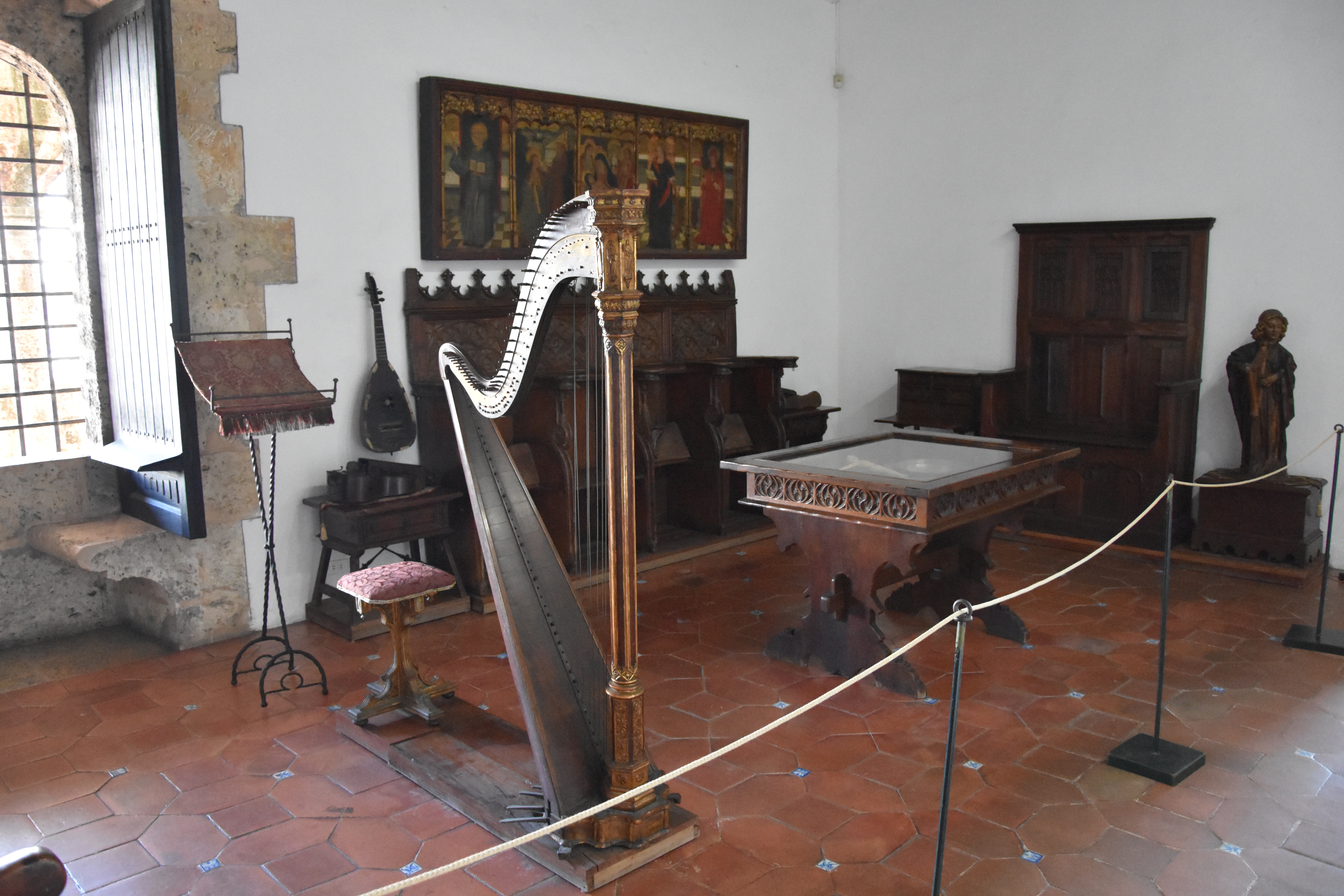

这座建筑是用珊瑚石砌成，建在面向奥扎马河，靠近岩岛的地块上，由阿拉贡国王费尔南多二世授予美洲发现者克里斯托弗·哥伦布的长子迭戈·哥伦布，为他和他的后代在伊斯帕尼奥拉岛上建造住所，1509年，他以总督的身份来到这里。该建筑内设有迭戈·哥伦布宫殿博物馆（Museo Alcázar de Diego Colón），其藏品展示了加勒比地区最重要的欧洲中世纪晚期和文艺复兴艺术品，这些艺术品是20世纪50年代获得的。
这座宫殿是珊瑚石街区一座令人印象深刻的建筑，这些街区曾经容纳了大约50间房间和一些花园和庭院，今天剩下的面积大约是过去的一半。它是在克里斯托弗·哥伦布之子迭戈·哥伦布的领导下建造；1509年，当他成为第四任印度群岛总督时，他下令在1510年至1512年间修建一座住宅和总督官邸。建筑风格是16世纪早期典型的哥特式-穆德哈尔风格。

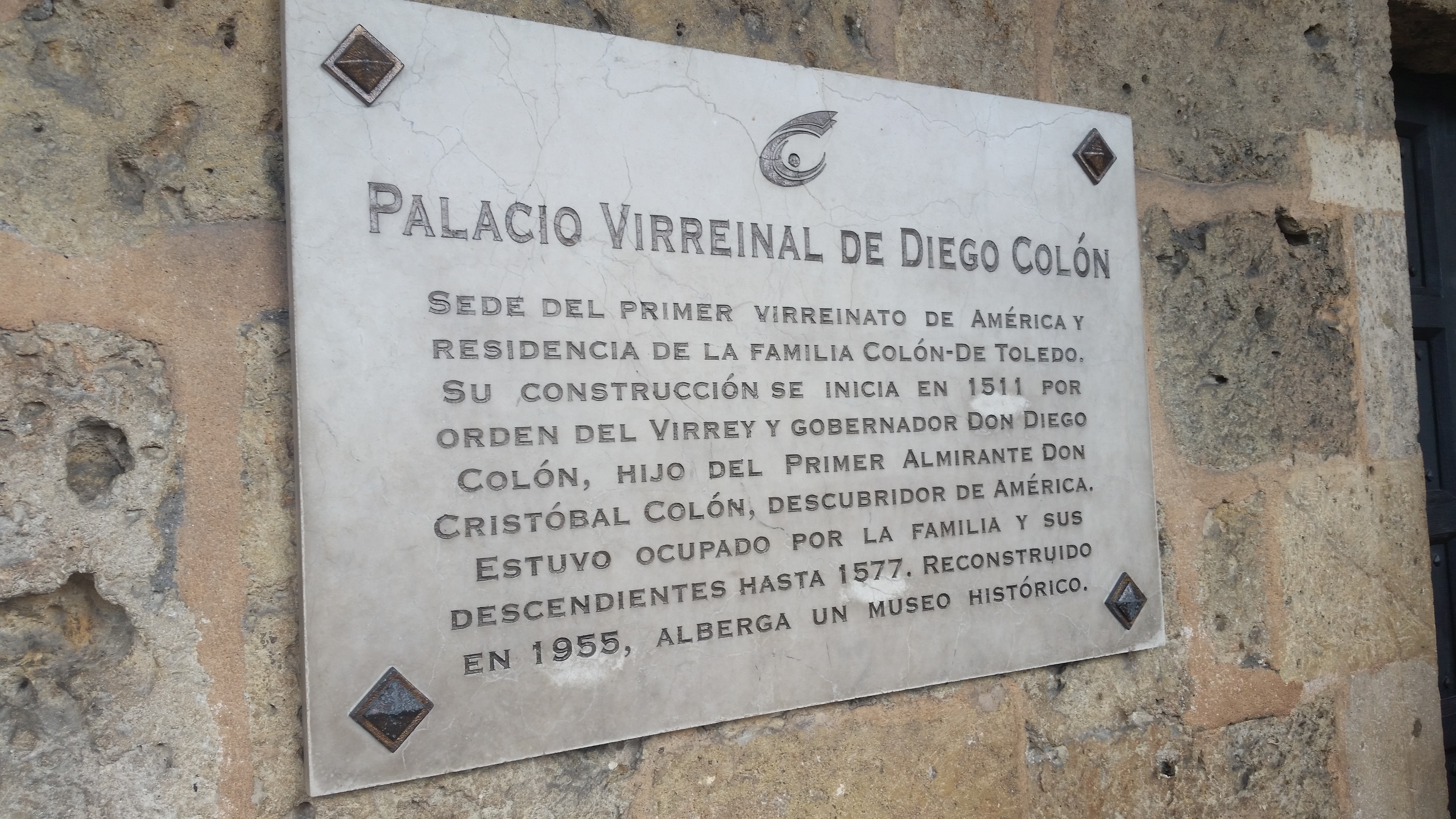
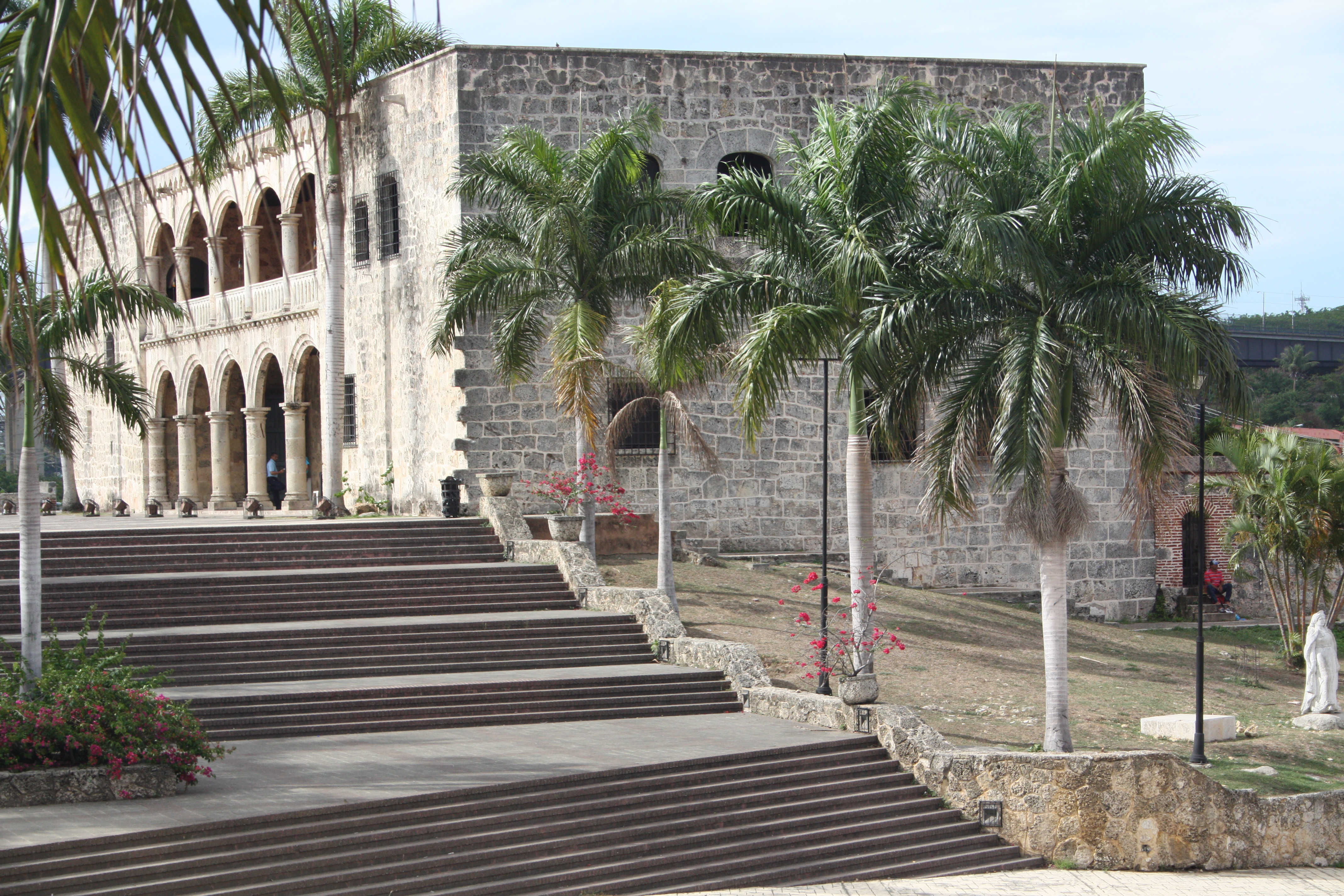
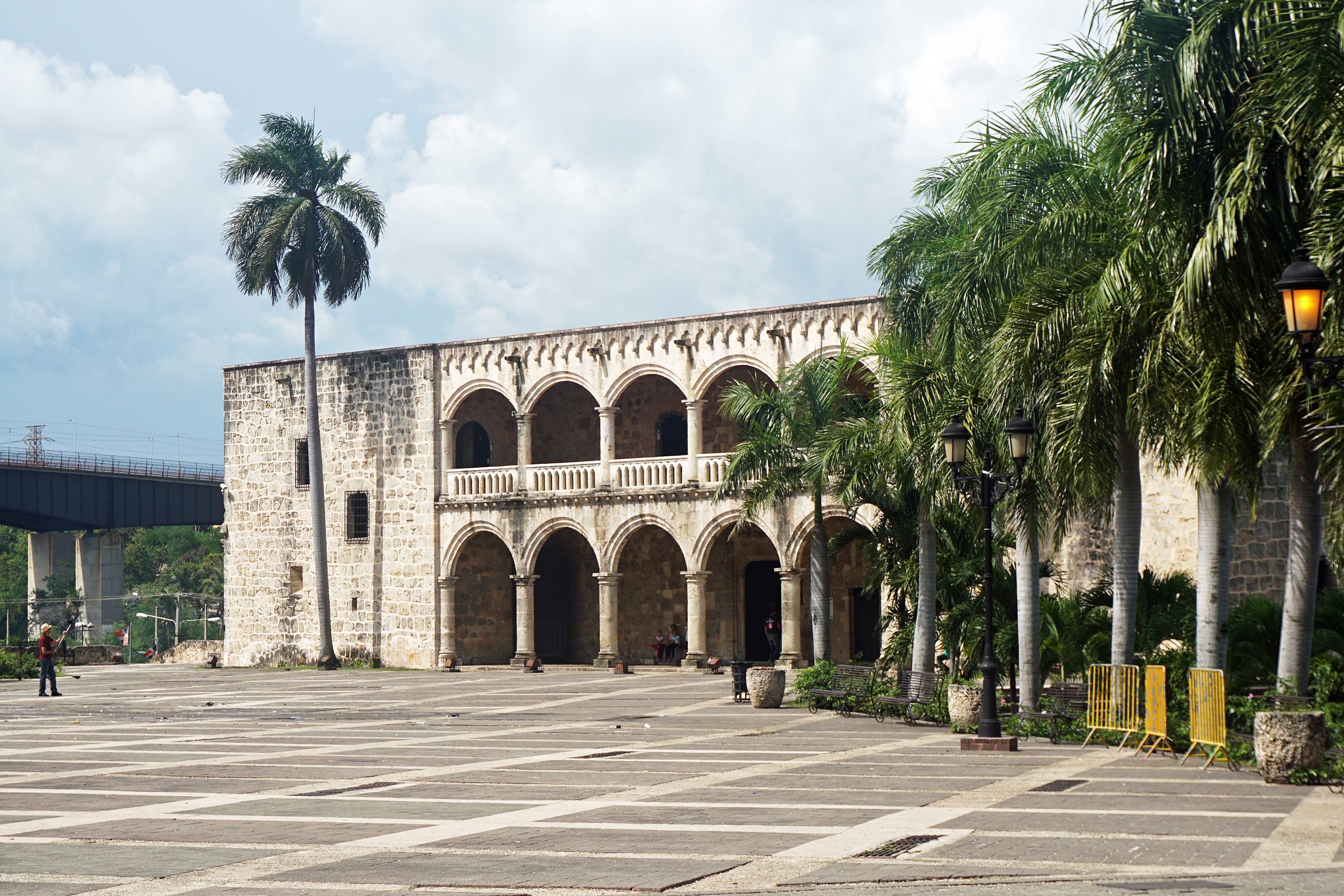
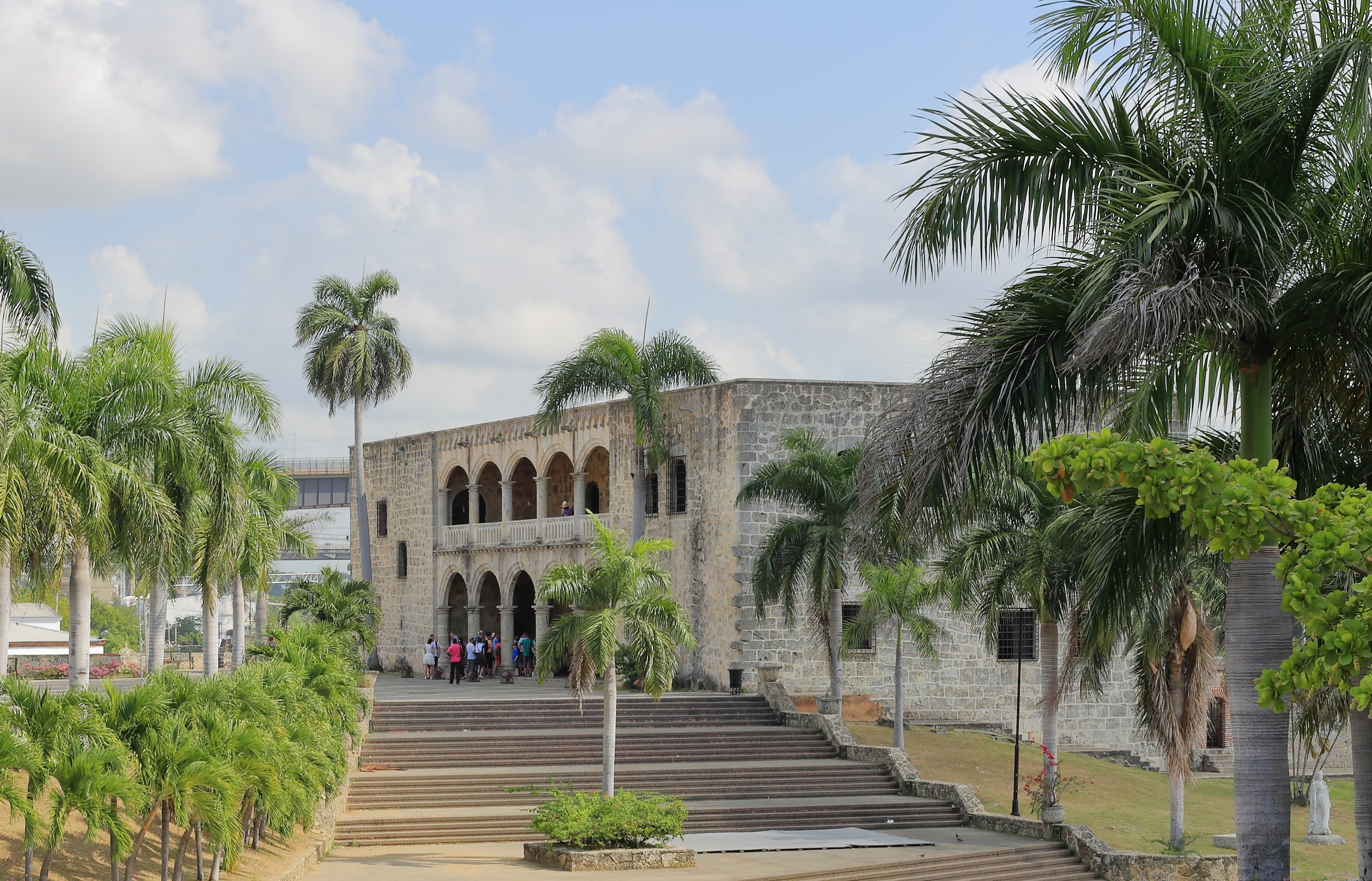
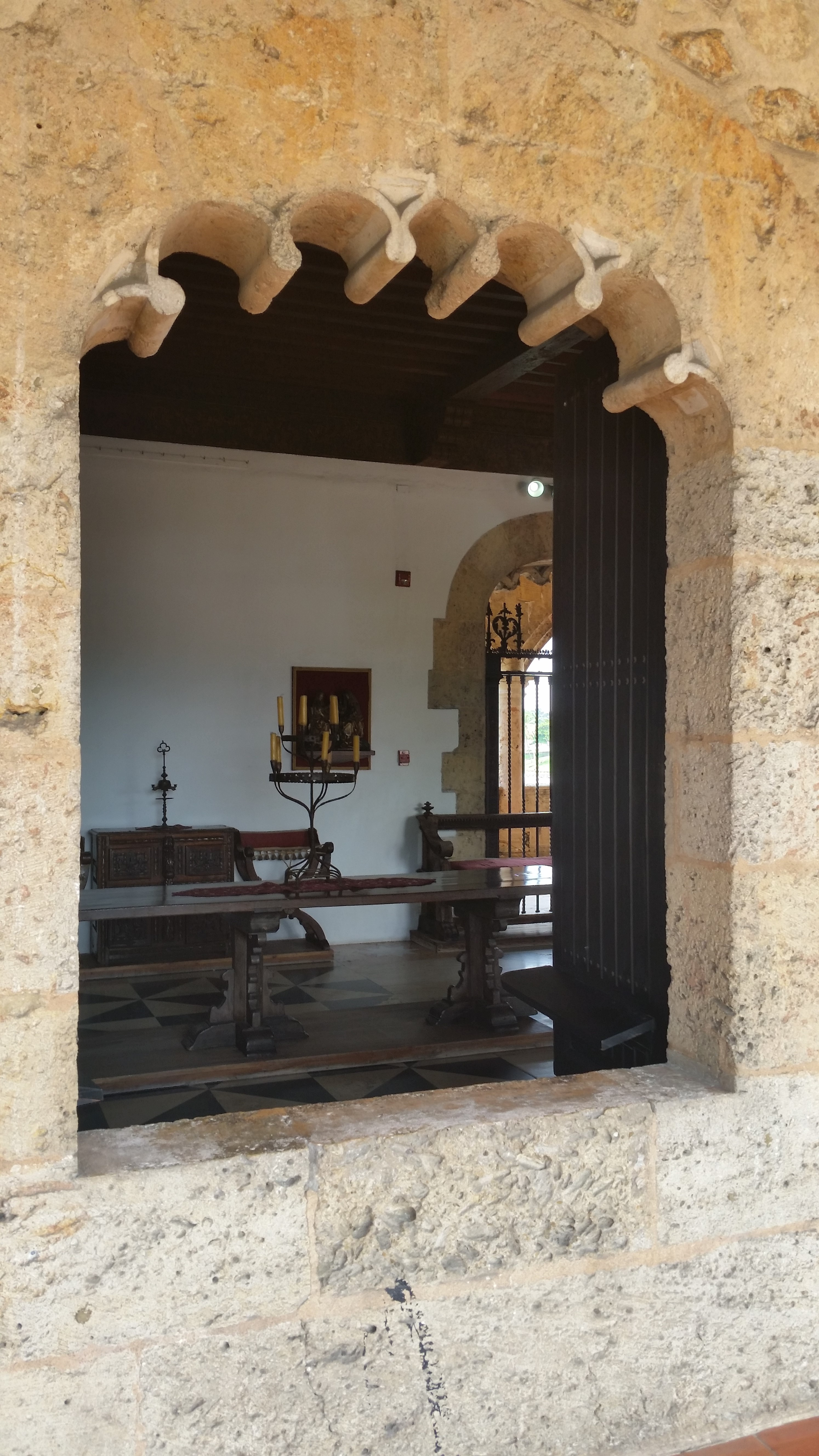
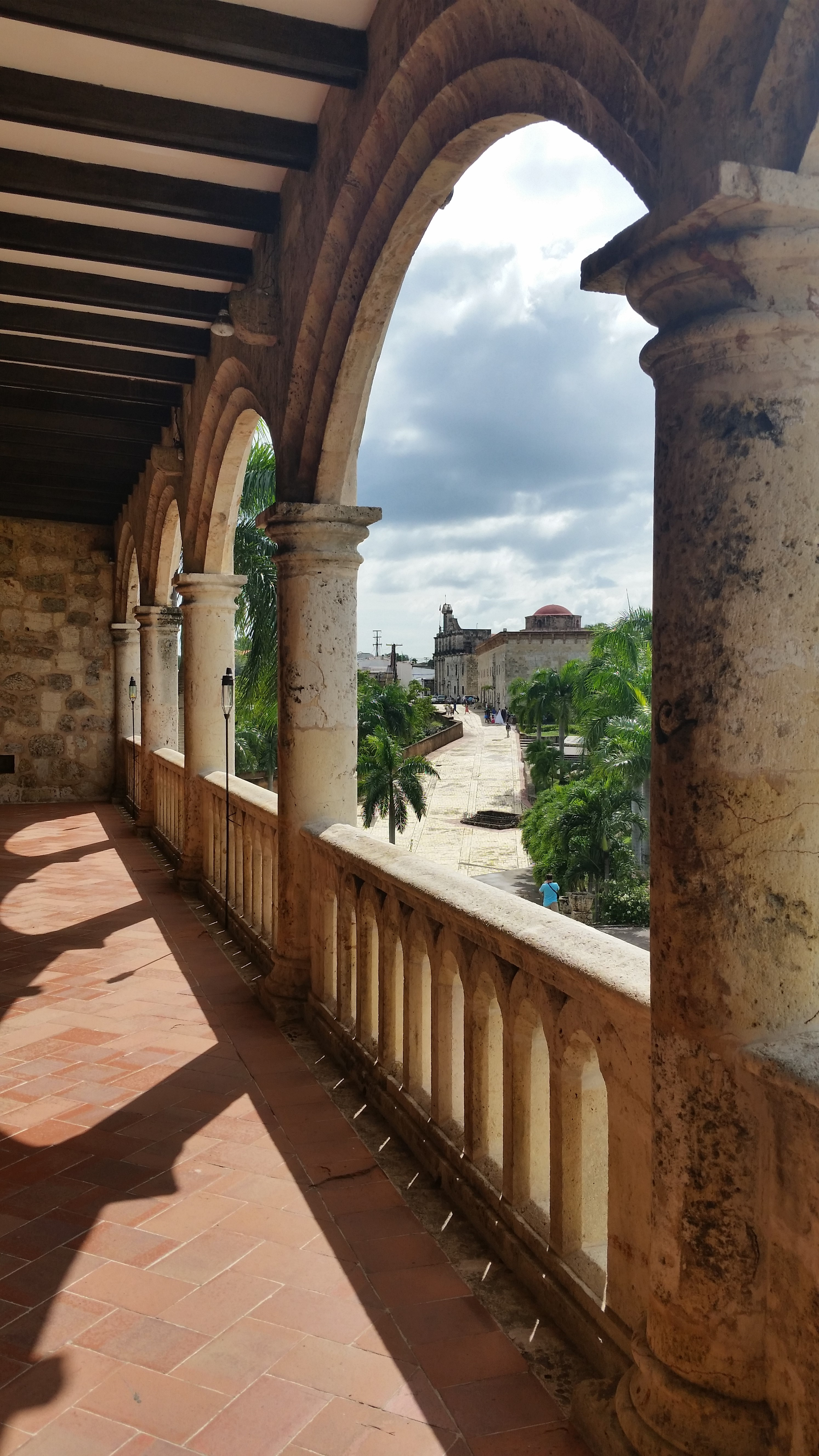